# Bañado de Ovanta
Bañado de Ovanta é um município da Argentina, localizada na província de Catamarca. É a capital do departamento Santa Rosa.